# 菲尔德奈姆
菲尔德奈姆（法語：Furdenheim，法語發音：[fyʁdənaim]）是法国下莱茵省的一个市镇，属于萨韦尔讷区。

## 地理
菲尔德奈姆（48°36'42"N, 7°33'40"E）面积5.81 平方千米，位于法国大東部大區下莱茵省，该省份为法国大陆部分最东部的省份，是阿尔萨斯的一部分，今与上莱茵省组成了阿尔萨斯欧洲集体，其南至上莱茵省，西南接孚日省和默尔特-摩泽尔省，西接摩泽尔省，北与德国接壤。
与菲尔德奈姆接壤的市镇（或旧市镇、城区）包括：夸策奈姆、奥斯托芬、达勒奈姆、下费瑟奈姆、昂德斯许安、于尔蒂盖姆、伊特奈姆、马尔勒奈姆。
菲尔德奈姆的时区为UTC+01:00、UTC+02:00（夏令时）。

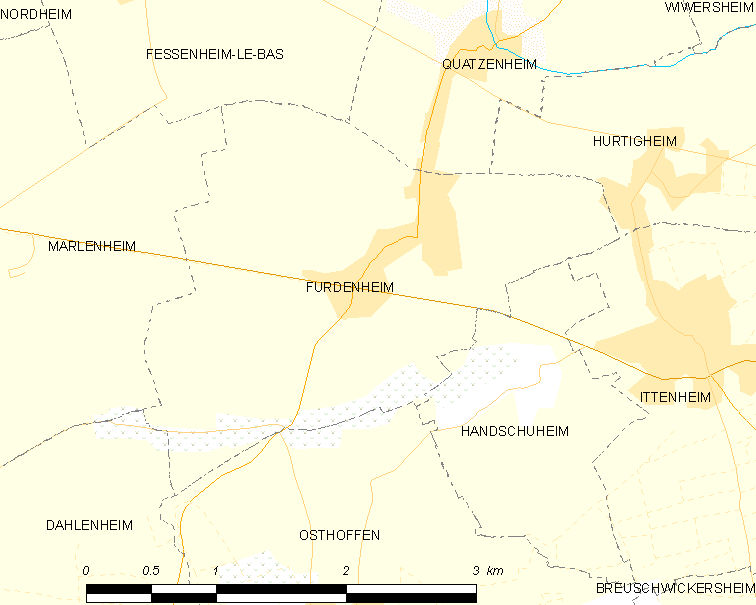
菲尔德奈姆的OSM定位图

## 行政
菲尔德奈姆的邮政编码为67117，INSEE市镇编码为67150。

## 政治
菲尔德奈姆所属的省级选区为布克斯维莱尔县。

## 人口

1962-2008年间菲尔德奈姆人口变化图示

菲尔德奈姆于2022年1月1日时的人口数量为1563人。